# Oliarus brachycephala
Oliarus brachycephala är en insektsart som beskrevs av William Lucas Distant 1907. Oliarus brachycephala ingår i släktet Oliarus och familjen kilstritar. Inga underarter finns listade i Catalogue of Life.